# Nauczyciel

Nauczyciel na obrazie Alphonse de Neuvilla (XIX w.)

Nauczyciel (feminatyw nauczycielka) – osoba zajmująca się nauczaniem, obdarzona odpowiednim autorytetem jako kompetentna do przekazywania wiedzy. Zazwyczaj odpowiednio przygotowany specjalista wykonujący pracę zawodowo.

## Definiowanie
Pojęcie „nauczyciel” może oznaczać zawód, misję lub powołanie. Poprawność stosowania pojęcia „zawód” w odniesieniu do pracy nauczyciela jest przedmiotem wielu specjalistycznych analiz, podejmowanych w różnych krajach. Według B. Śliwerskiego „zawód” może być scharakteryzowany m.in. jako „zespół specjalistycznych (fachowych, profesjonalnych) kompetencji koniecznych do stałego wykonywania określonej pracy w celach zarobkowych lub w ramach służby społecznej”. W referacie „Nauczyciel jako zawód” B. Śliwerski odpowiada przecząco na retoryczne pytanie: „Czy w przypadku nauczycieli mamy do czynienia z profesją?”. Przytacza podobne wnioski licznych specjalistów, m.in. A.C. Ornsteina i D.U. Levine’a (USA): „wiele osób wykonuje ten zawód bez odpowiedniego wykształcenia i licencji, nie ma też precyzyjnych kryteriów określających profesjonalną wiedzę i umiejętności do pełnienia roli nauczyciela, stąd i oczekiwania wobec szkół wyższych w zakresie kształcenia do tego zawodu są niespójne i niejasne. Wreszcie, na temat zawodu nauczyciela wypowiada się w tonie eksperckim każdy laik, mimo iż nie ma o tym żadnego pojęcia”.

### W pedeutologii
Wykonywanie zawodu nauczyciela-wychowawcy nie jest rzemiosłem – przygotowanie do jego wykonywania nie ogranicza się do opanowania treści nauczanych przedmiotów oraz metodyki nauczania. Nie mniej ważna jest wychowawcza rola nauczyciela, której odgrywanie wymaga szczególnych predyspozycji (np. inteligencja emocjonalna, autorytet epistemiczny).
Zasadami właściwego doboru kandydatów do zawodu nauczyciela zajmuje się pedeutologia – dziedzina pedagogiki, u której podstaw leżą założenia „pedagogiki naukowej” Johanna Herbarta, m.in. pięć jego „idei moralnych”. Według Herbarta podstawami pedagogiki są:
- etyka (nauka o moralnym smaku), wyznaczająca i uzasadniająca cele pracy dydaktyczno-wychowawczej – kształtowanie woli i charakteru oraz budzenie w uczniach i wychowankach szerokich zainteresowań
- psychologia, uzasadnia środki do osiągnięcia celu, wśród nich Regierung – karność (utrzymanie w karności dopuszcza kary cielesne) i nauczanie wychowujące, polegające na tworzeniu u wychowanka wyobrażeń (źródła uczuć i woli), które mają wpływ na kształtowanie się osobowości i charakteru.

Herbart wskazał pięć idei moralnych. Dwie z nich dotyczą osobowości wychowanka – „idea wewnętrznej wolności” i „idea życzliwości” (uznajemy zgodność naszej woli z naszymi przekonaniami oraz z wolą innych). Trzy pozostałe, to „idea moralności”, „idea prawa” i „idea słuszności” (za cechę pozytywną uznajemy silną wolę; w przypadkach, gdy niezgodność woli rodzi walkę, potrzebne jest uznawanie praw; gdy przestrzeganie praw prowadzi do przykrości i krzywdy innych, potrzebne jest łamanie prawa).

## W Polsce
Współcześnie w Polsce „nauczyciel” to osoba posiadająca potwierdzone osobiste predyspozycje i kompetencje, poparte kierunkowym wykształceniem wyższym oraz przygotowaniem pedagogicznym i zawodowym do nauczania formalnego w oświacie. Jest to także rodzaj specjalności zawodowej, wykonywanej przez specjalistę przygotowanego do prowadzenia pracy dydaktyczno-wychowawczej w instytucjach oświatowo-wychowawczych, która bywa uważana za jeden z zawodów zaufania publicznego.

### Kształcenie nauczycieli
Nauczyciel to jeden z zawodów zaufania publicznego. Do zawodu nauczyciela w uczelni pedagogicznej przygotowują pedagodzy, wraz z zespołem współpracujących kompetentnych osób z innych dziedzin nauki, jak: socjolodzy, psycholodzy, filozofowie i inni.
Standardy kształcenia, przygotowującego do wykonywania zawodu nauczyciela – świadczenia usług edukacyjnych polegających na udzielaniu lekcji na godziny – określa system norm prawnych. Prowadzenie wykładów czy lekcji na godziny winno być poprzedzone odpowiednimi referencjami zgodnymi z Konstytucją danego państwa (terytorium), ustawami (w Polsce m.in. Karta Nauczyciela) oraz rozporządzeniami ministerialnymi, a także unormowaniami komisji senackich np.: do spraw polityki naukowej lub edukacyjnej bądź powołanej rady pedagogicznej (uczelni, szkół, przedszkoli) danego kraju w którym prowadzony jest wykład lub lekcja z danego kierunku przedmiotowego, bądź zainteresowania naukowego czy światopoglądowego.
Bywają formułowane twierdzenia, że w polskim systemie oświaty nauczyciele, jako pracownicy oświaty, winni przedstawiać oświatę narodową tak, by była zgodna z polityką rządu i kierunkiem rozwoju państwa oraz regionu, a jego obywatele mają powszechne prawo do nauki.
Problemy, związane z przygotowaniem do wykonywania zawodu nauczyciela, w tym ze zmianami systemu edukacji kandydatów do tego zawodu, są tematem prac naukowych i specjalistycznych publikacji. Modeli współczesnego kształcenia nauczycieli dotyczą np. prace:
- H. Kwiatkowska. Nowa orientacja w kształceniu nauczycieli. Założenia i metody edukacji nauczycielskiej. Warszawa 1988
- J. Rutkowiak. Metodologiczna sytuacja pedagogiki a modele kształcenia nauczycieli w: „Ruch Pedagogiczny” 1986, nr 3, 5–6
- B. Kwiatkowska-Kowal. Kształcenie nauczycieli w szkole wyższej. Nowe konteksty, stan, możliwości przeobrażeń. Warszawa 1994
- T. Lewowicki. O dotychczasowych koncepcjach edukacji nauczycielskiej i potrzebie określenia nowej koncepcji w edukacji w: „Ruch Pedagogiczny” 1990, nr 1–2
- A.A. Kotusiewicz. Kształcenie nauczyciela a problemy współczesnej edukacji, Warszawa 1989, w: R. Parzęcki, R. Cierniewska (red.), Doświadczenia i projekcja przyszłości w treściach pedagogicznego kształcenia nauczycieli, Bydgoszcz-Kraków 2000
- R. Kwaśnica. Wprowadzenie do myślenia o nauczycielu w: Z. Kwieciński, B. Śliwerski (red.), Pedagogika: podręcznik akademicki. Warszawa 2004
- R. Kwaśnica. Wprowadzenie do myślenia o wspomaganiu nauczycieli w rozwoju w: „Studia Pedagogiczne” 1965, t. 61
- A.T. Pearson. Nauczyciel. Teoria i praktyka w kształceniu nauczycieli. WSP Warszawa 1994

W wielu publikacjach przypominane są opinie Tadeusza Kotarbińskiego (Pisma etyczne. Ossolineum 1987), m.in. „Uprawianie zawodu nauczycielskiego wiąże się z respektowaniem między innymi takich wymogów moralnych, do których przestrzegania nie jest zobowiązana reszta społeczeństwa”. … odpowiedzialności nauczyciela nie można ograniczyć do konsekwencji «za coś» i odpowiedzialności «przed kimś»… „Pojawia się problem odpowiedzialności «za kogoś» – za ucznia, jego zdrowie, bezpieczeństwo i rozwój”…

### Prawo oświatowe
Prawne zobowiązania, dotyczące problemów edukacji ukierunkowanej na wszechstronny rozwój człowieka, są przedmiotem porozumień międzynarodowych. Kierunki takich działań wskazał m.in. Raport Międzynarodowej Komisji do Spraw Edukacji dla XXI w. pod przewodnictwem Jacques’a Delors’a (UNESCO 1996), w którym uwypuklono rolę współczesnego nauczyciela w wychowaniu do wolności i odpowiedzialności.
W Unii Europejskiej opracowano priorytety edukacyjne zakładające:
- równość szans edukacyjnych
- podniesienie jakości kształcenia
- wypracowanie ideału wychowania Europejczyka „obywatela świata”
- konieczność modelowania nowoczesnego kształcenia nauczycieli.

Do zawodowego kształcenia i doskonalenia nauczycieli zobowiązuje deklaracja bolońska (1999). Podkreśla się, że nauczyciel powinien być przede wszystkim intelektualistą, człowiekiem szybko reagującym na wszystko co postępowe i twórcze, nieustannie poszukującym prawdy i wartości, starającym się życzliwie inspirować młodzież do takich poszukiwań.

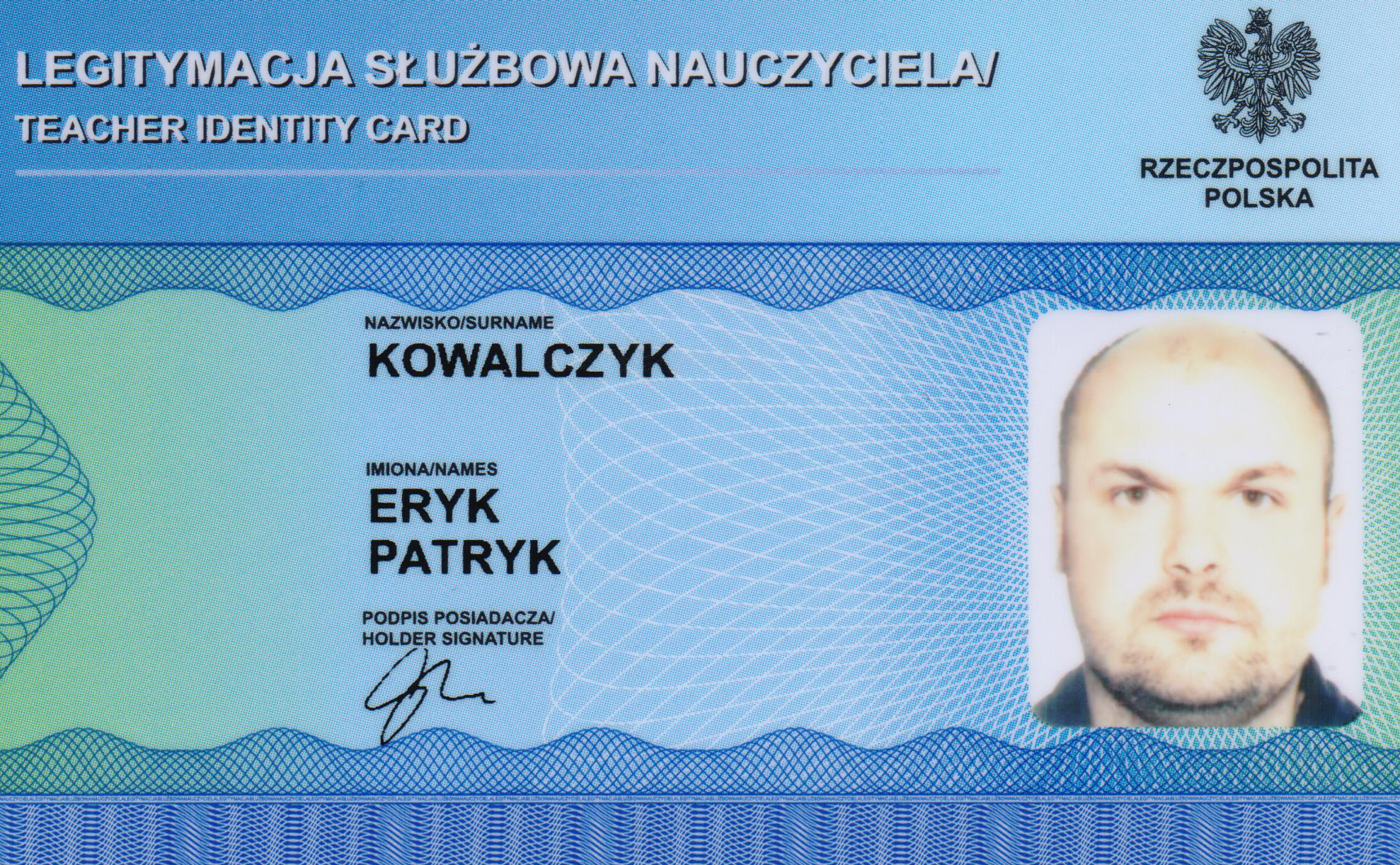
Legitymacja służbowa nauczyciela

W Polsce standardy kształcenia przygotowującego do wykonywania zawodu nauczyciela, zostały określone w Rozporządzeniu Ministra Nauki i Szkolnictwa Wyższego z dnia 25 lipca 2019 r. w sprawie standardu kształcenia przygotowującego do wykonywania zawodu nauczyciela (Dz.U. z 2024 r. poz. 453), które było poprzedzone Rozporządzeniem Ministra Nauki i Szkolnictwa Wyższego z dnia 17 stycznia 2012 r. w sprawie standardów kształcenia przygotowującego do wykonywania zawodu nauczyciela (Dz.U. z 2012 r. poz. 131). Rozporządzenie z 2012 r. było poprzedzone Rozporządzeniem Ministra Edukacji Narodowej i Sportu z dnia 7 września 2004 r. w sprawie standardów kształcenia nauczycieli (Dz.U. z 2004 r. nr 207, poz. 2110), które utraciło moc z dniem 1 października 2011 r. w związku z wejściem w życie Ustawy z dnia 18 marca 2011 r. o zmianie ustawy – Prawo o szkolnictwie wyższym, Ustawy o stopniach naukowych i tytule naukowym oraz o stopniach i tytule w zakresie sztuki oraz o zmianie niektórych innych ustaw (Dz.U. z 2011 r. nr 84, poz. 455, z późn. zm.). Prawo wykonywania zawodu nauczyciela na terenie RP to uznawanie kwalifikacji zawodowych do wykonywania zawodu nauczyciela. O uznanie kwalifikacji do wykonywania zawodu nauczyciela na terenie RP może ubiegać się także osoba posiadająca odpowiednie kwalifikacje i doświadczenie nabyte w państwach członkowskich Unii Europejskiej.

### Nauczyciel a Karta Nauczyciela
Zawód nauczyciela regulowany jest w dwóch zupełnie odmiennych aktach prawnych. Obowiązujące w Polsce ustawodawstwo rozróżnia:
- w przedszkolach, szkolnictwie podstawowym i ponadpodstawowym nauczycieli, do których stosuje się ustawę Karta Nauczyciela;
- w szkolnictwie wyższym nauczycieli akademickich, których dotyczy ustawa Prawo o szkolnictwie wyższym.

Karta Nauczyciela stanowi:
Art. 1. 1. Ustawie podlegają nauczyciele, wychowawcy i inni pracownicy pedagogiczni zatrudnieni w:
1) 1 publicznych przedszkolach, szkołach i placówkach oraz placówkach doskonalenia nauczycieli działających na podstawie ustawy z dnia 14 grudnia 2016 r. – Prawo oświatowe (Dz.U. z 2017 r. poz. 59), z zastrzeżeniem ust. 2 pkt la, lb oraz pkt 2 lit. a;
2) zakładach poprawczych oraz schroniskach dla nieletnich działających na podstawie ustawy z dnia 26 października 1982 r. o postępowaniu w sprawach nieletnich (Dz.U. z 2016 r. poz. 1654 oraz z 2017 r. poz. 773);
3) (uchylony);
4) publicznych kolegiach pracowników służb społecznych.
W Polsce kandydatowi na stanowisko nauczyciela stawia się, wymagania dotyczące kwalifikacji, postaw moralnych, odpowiedniego zdrowia itp.
Art. 9. 1. Stanowisko nauczyciela, ..., może zajmować osoba, która:
1) posiada wykształcenie wyższe z odpowiednim przygotowaniem pedagogicznym lub ukończyła zakład kształcenia nauczycieli i podejmuje pracę na stanowisku, do którego są to wystarczające kwalifikacje,
2) przestrzega podstawowych zasad moralnych,
3) spełnia warunki zdrowotne niezbędne do wykonywania zawodu.
Karta Nauczyciela (art. 9 ust. 4) grupy wymagań:
1. poziom wykształcenia adekwatny do typu i rodzaju szkoły, w którym chce pracować przykładowa osoba
2. kwalifikacje do nauczania konkretnego przedmiotu bądź prowadzenia konkretnego typu zajęć
3. przygotowanie pedagogiczne
4. zaświadczenie lekarskie o spełnianiu warunków zdrowotnych niezbędnych w pracy nauczyciela
5. niekaralność.

Ww. warunki muszą być spełnione łącznie.
Od 1 września 2022 w szkołach i placówkach publicznych nauczyciele podlegają systemowi awansu zawodowego uzyskując kolejno stopnie:
- nauczyciel mianowany
- nauczyciel dyplomowany

Nauczyciel nieposiadający stopnia awansu zawodowego zwany jest nauczycielem początkującym.
Istnieje także tytuł honorowego profesora oświaty, przyznawany najbardziej zasłużonym nauczycielom dyplomowanym.

### Pedagog szkolny a nauczyciel
Pedagog szkolny wspiera działania podległych mu pedagogicznie i merytorycznie nauczycieli w placówce szkolnej czy przedszkolnej. Jest on pomocnikiem dyrektora szkoły do spraw profilaktyki pedagogicznej.

### Stanowiska nauczycieli w Polskiej Klasyfikacji Zawodów (PKZ)
Klasyfikację stanowisk stosowaną w zakresie
- pośrednictwa pracy i poradnictwa zawodowego
- szkolenia zawodowego
- gromadzenia danych do określania polityki zatrudnienia i kształcenia ustawicznego
- prowadzenia badań, analiz, prognoz i innych opracowań dotyczących rynku prac

zamieszczono w załączniku do rozporządzenia Ministra Pracy i Polityki Społecznej z dnia 27 kwietnia 2010 roku (poz. 537). Z chwilą wydania rozporządzenia straciły moc rozporządzenia Ministra Gospodarki i Pracy z 2004 roku, Dz.U. Nr 265, poz. 2644 oraz z 2007 roku, Dz.U. Nr 106, poz. 728. Nauczyciele zostali zaliczeni do grupy 2. Specjaliści. W podgrupie 23. Specjaliści nauczania i wychowania wyodrębniono 5 głównych rodzajów stanowisk:
- 231 Nauczyciele akademiccy
- 232 Nauczyciele kształcenia zawodowego
- 233 Nauczyciele gimnazjów i szkół ponadgimnazjalnych (z wyjątkiem nauczycieli kształcenia zawodowego)
- 234 Nauczyciele szkół podstawowych i spraw wychowania małego dziecka
- 235 Inni specjaliści nauczania i wychowania